# Eklogit

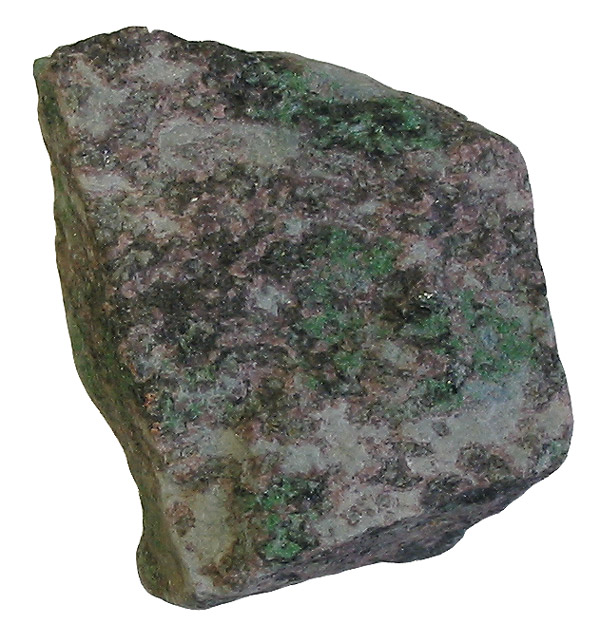
Eklogit

Eklogit – skała metamorficzna powstała w wyniku metamorfizmu regionalnego w zakresie facji eklogitowej.
Składa się głównie z piroksenów (omfacyt) i granatów (pirop). Podrzędnie mogą występować: karyntyn, glaukofan, bronzyt, dysten, zoizyt, fengit, biotyt, oligoklaz, skaleń potasowy, kwarc, węglany, rutyl, ilmenit, tytanit, apatyt, cyrkon, piryt.
Eklogit ma najczęściej strukturę jawnokrystaliczną, granoblastyczną, drobno- lub średnioblastyczną (średnioziarrnistą), niekiedy porfiroblastyczną i teksturę bezładną, niekiedy kierunkową.
W Polsce występuje np. w okolicach Zagórza Śląskiego i Międzygórza w Sudetach.